# HGC019
HGC019 — кандидат на вакцину проти COVID-19, який є РНК-вакциною, та розроблений компаніями «Gennova Biopharmaceuticals» та «HDT Biotech Corporation» за підтримки Департаменту біотехнології Індії.

## Клінічні дослідження
Клінічні дослідження вакцини HGC019 розпочались у лютому 2021 року після отримання дозволу від державного агентства з контролю за ліками Індії, в якому проводилася оцінка безпеки та імуногенності кандидата на вакцину за участю 120 добровольців віком від 18 до 70 років. Клінічні дослідження ІІ фази планується провести за участі 500 добровольців віком від 18 до 75 років.
На основі результатів клінічних досліджень компанії-виробники вакцини отримали фінансування від уряду Індії на суму 250 крор рупій (2,5 мільярда рупій, близько 335 000 доларів США).